# Ñust'a Hisp'ana

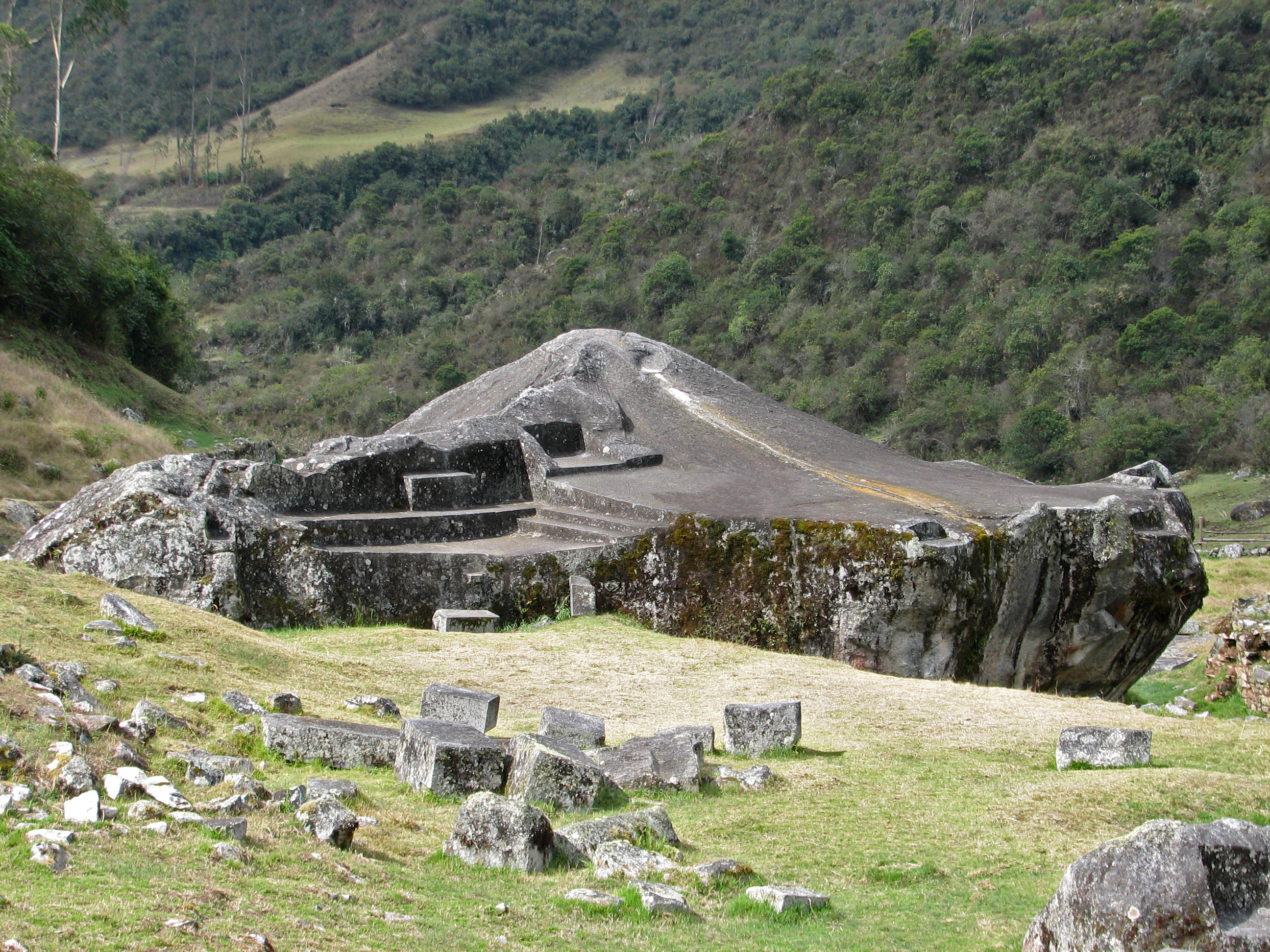
Monolith von Ñust'a Hisp'ana

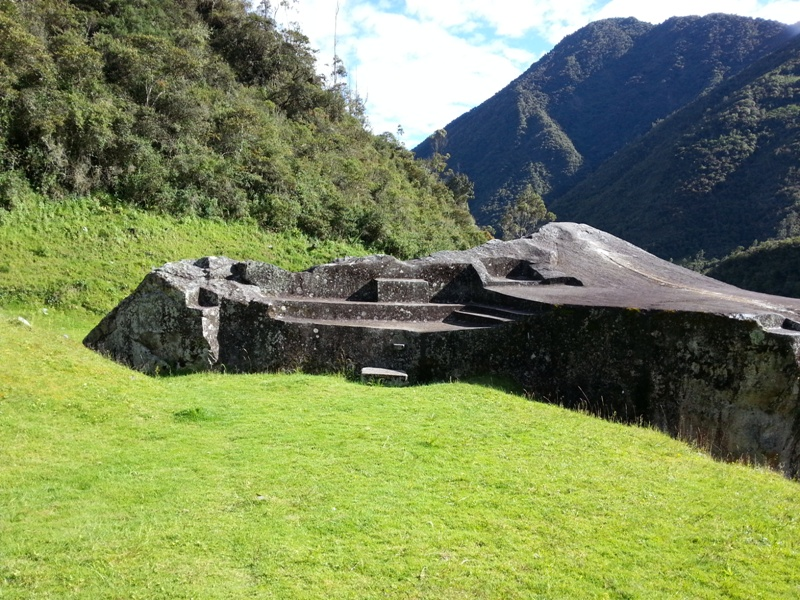
Ñust'a Hisp'ana – Yuraq Rumi

Ñust'a Hisp'ana – Yuraq Rumi (in Quechua ñusta, ñust'a „Jungfrau“, ispana, hisp'ana – „Pissbecken“, yuraq „weiß“, rumi „Stein“; zusammen also „Jungfrauenklo – Weißer Stein“) ist eine dem Inka-Kulturkreis zuzuordnende Ruine in der Nähe der kleinen Ortschaft Huancacalle im Vilacamba-Tal. 
Es wird vermutet, dass es sich um ein spirituelles Heiligtum handelt, welches mit der Palastanlage in Vitcos in Verbindung steht.

## Lage und Beschreibung
Yuraq Rumi liegt in etwa zwei Kilometer Entfernung zur Inka-Ruine Vitcos oder Rosaspatas. Die archäologische Stätte wird auch Chuqip'allta (Quechua chuqi wertvolles Metall, p'allta Ebene, ins Spanische übertragen auch Chuquipalta) genannt.
Die auf etwa 2950 m gelegene Anlage besteht aus einem zentralen weißen Granitmonolithen, dem Yurak Rumi. Yuraq Rumi bedeutet in Quechua (yuraq „weiß“ und rumi „Fels“) „weißer Fels“. Die Terrassen auf der einen Seite sowie die Nischen, Konsolen auf der anderen sind fein und geometrisch exakt ausgemeißelt. Um den Monolithen herum befinden sich weitere kleinere bearbeitete Findlinge, die zu Sitzplätzen oder Wasserbecken mit gleicher Präzision bearbeitet wurden. Das Gelände um die Anlage ist sehr feucht, da eine Quelle darin entspringt, welche am Ende durch einen kurzen gefächerten Steinkanal eingefasst wurde. Etwas weiter unterhalb mündet das Quellwasser in ein etwa 1 × 1 Meter großes Wasserbecken.

## Entdeckung
Die Ruinen Yuraq Rumi wurden durch den Forschungsreisenden und Archäologen Hiram Bingham im Jahr 1911 auf der Suche nach der Vilcabamba beschrieben.

## Galerie

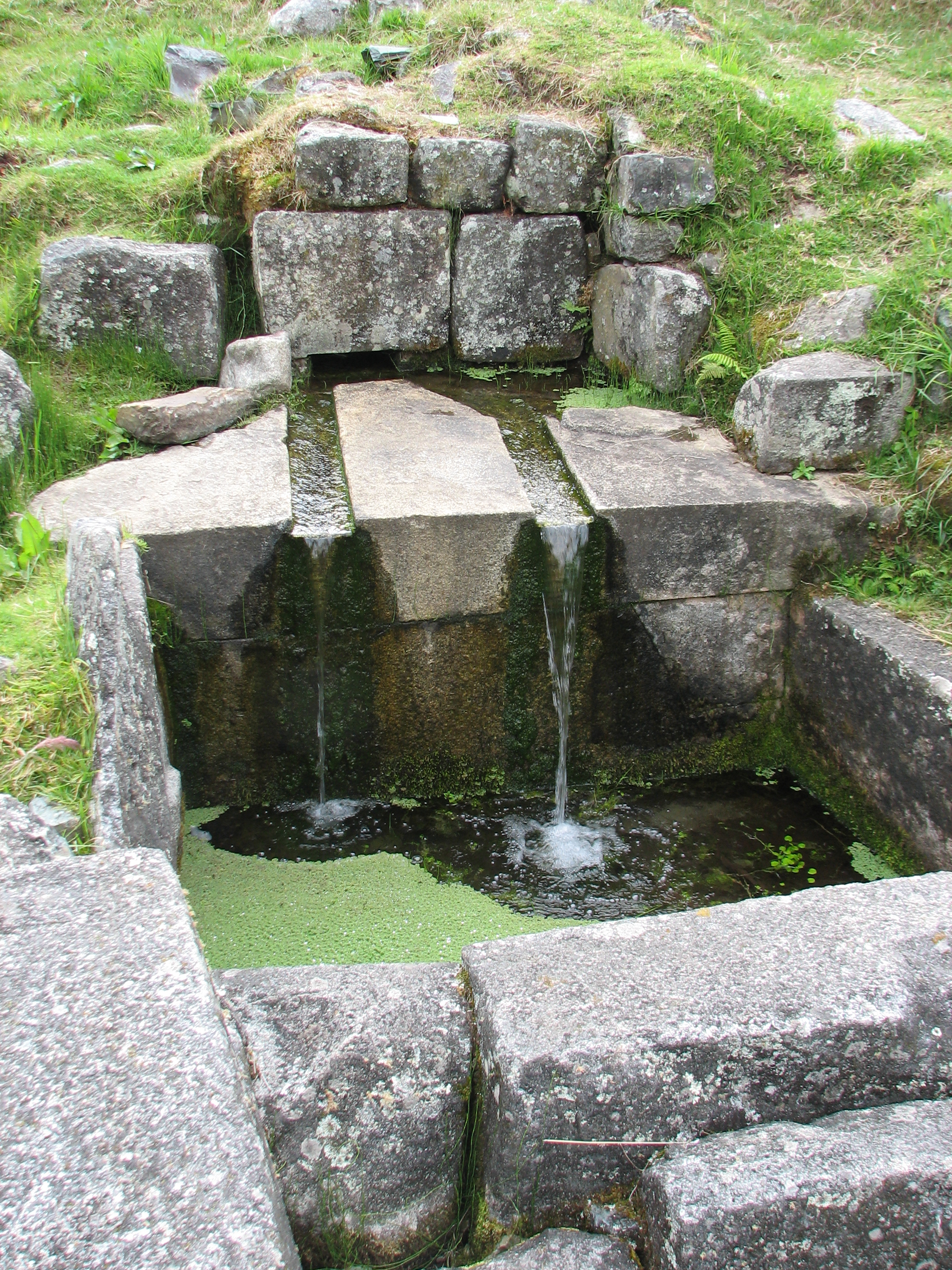
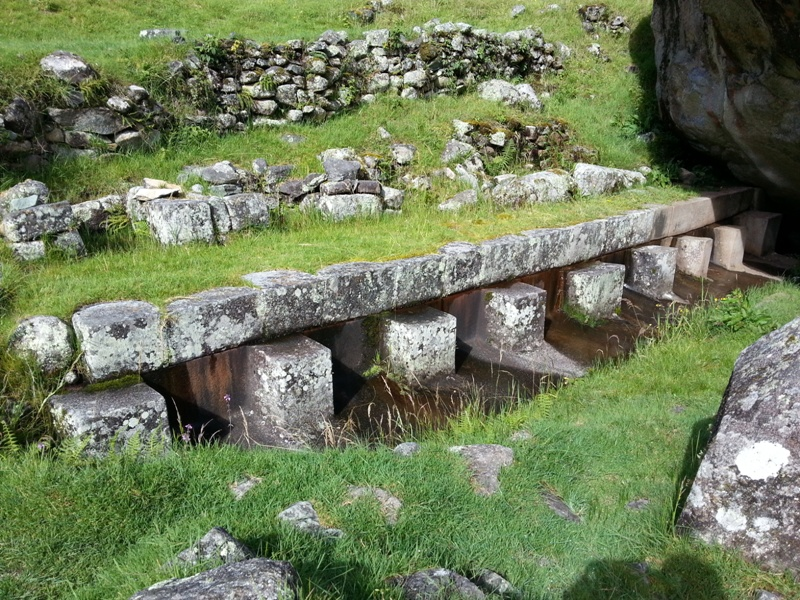
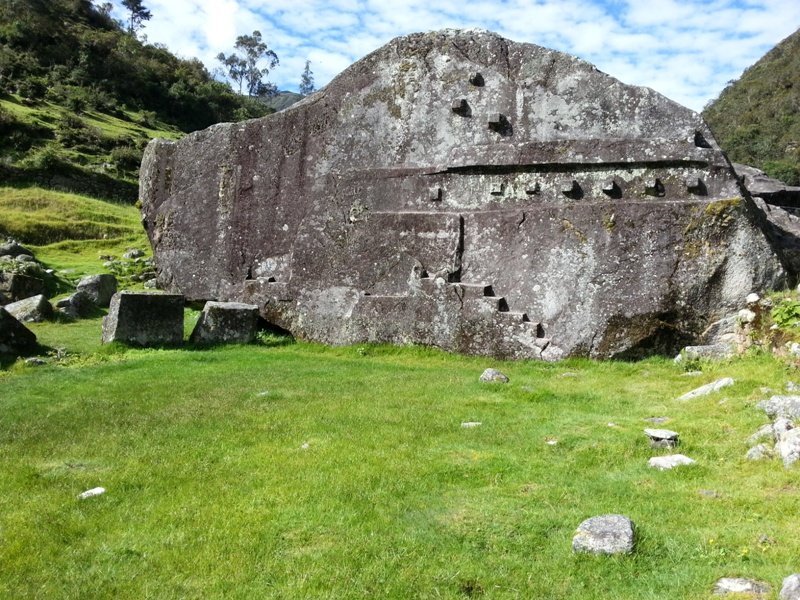
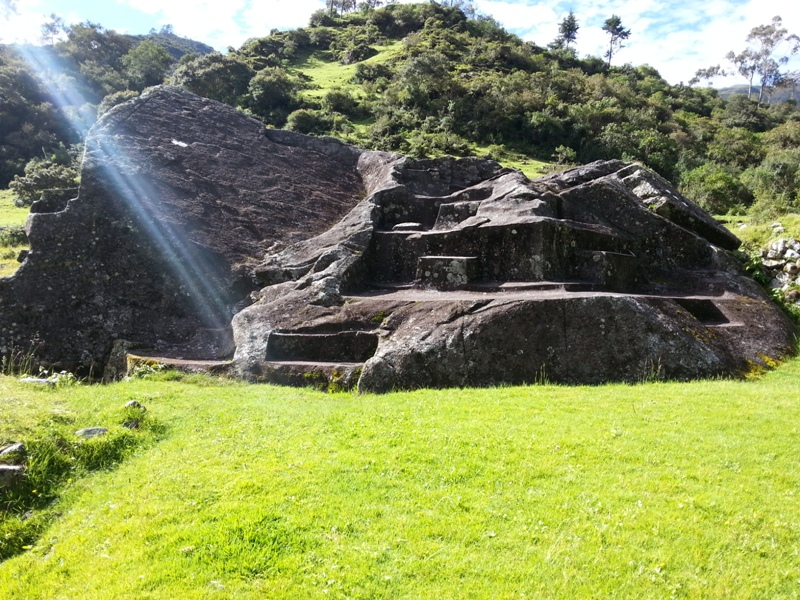
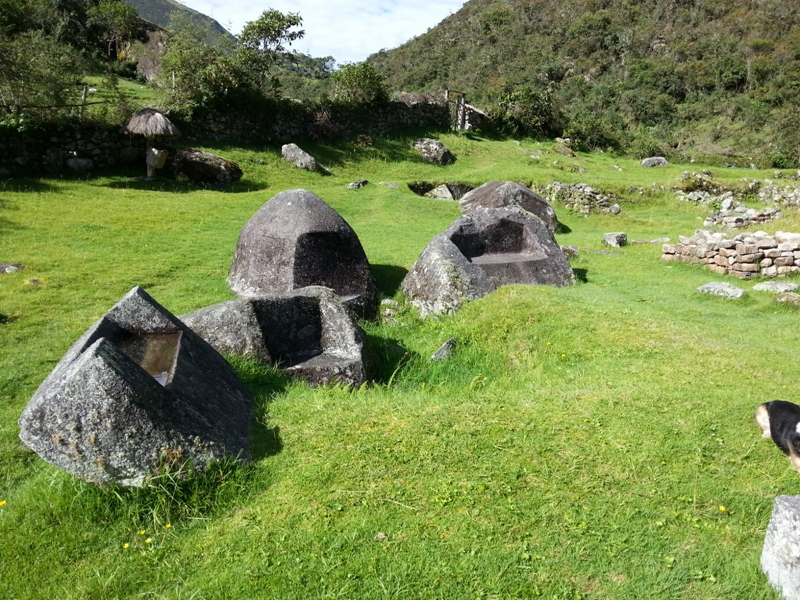